# South Fork (Colorado)
South Fork é uma cidade  localizada no estado americano de Colorado, no Condado de Rio Grande.

## Demografia
Segundo o censo americano de 2000, a sua população era de 604 habitantes.
Em 2006, foi estimada uma população de 558, um decréscimo de 46 (-7.6%).

## Geografia
De acordo com o United States Census Bureau tem uma área de
6,1 km², dos quais 6,1 km² cobertos por terra e 0,0 km² cobertos por água.

## Localidades na vizinhança
O diagrama seguinte representa as localidades num raio de 56 km ao redor de South Fork.